# Nikolaï Ladovski
Nikolaï Alexandrovitch Ladovski (en russe : Николай Александрович Ладовский) (1881, Moscou - 18 octobre 1941, Moscou) fut un architecte et enseignant russe de l'avant-garde, figure du Rationalisme des années 1920. Ladovski est connu comme étant le fondateur d'écoles d'architecture russes et soviétiques ; ses cours à la Vkhoutemas entre 1920 et 1932 ont formé la génération des architectes soviétiques active durant toute la période stalinienne et les décennies suivantes.

## Biographie

### Les années de formation
La vie de Ladovski avant sa formation à l'École de peinture, de sculpture et d'architecture de Moscou (entre 1914 et 1917) reste largement mal connue. Ses archives privées ont été perdues pendant la Seconde Guerre mondiale ; pour toute information il reste deux documents produits par Ladovski lui-même :
- en 1914, dans sa demande d'inscription à l'École alors âgé de trente-trois ans, Ladovski déclare travailler dans l'architecture depuis seize ans (c'est-à-dire depuis l'âge de seize ou dix-sept ans), et être récompensé de trois prix pour ses esquisses de bâtiments publics de Perm, Blagovechtchensk et Ananiv ; le plus ancien de ces prix date de 1901. Il n'existe aujourd'hui aucune de ces esquisses. Selon le même document, entre 1907 et 1914 Ladovski a travaillé à Saint-Pétersbourg comme concepteur architectural et superviseur de chantiers.
- en 1921 Ladovski déclare avoir travaillé quatre ans dans une fonderie et quinze ans dans le bâtiment.

En 1915, quand l'École célébra son cinquantième anniversaire, Ladovski devint porte-parole d'un groupe d'étudiants exigeant le changement de leur programme de formation. Ce groupe portait en particulier une aversion contre l'Art nouveau jugé décadent (et déjà démodé à l'époque) et réclamait d'inviter les meilleurs architectes du nouveau mouvement - c'est-à-dire le mouvement néoclassique - comme Ivan Joltovski et Alekseï Chtchoussev. Ceux-ci rejoignirent la faculté en 1916. Malgré la rivalité qui va les opposer pour obtenir la chaire du Vkhoutemas, Ladovski gardera un profond respect pour Joltovski - aussi bien pour ses productions que sa façon d'enseigner.

### 1918-1920

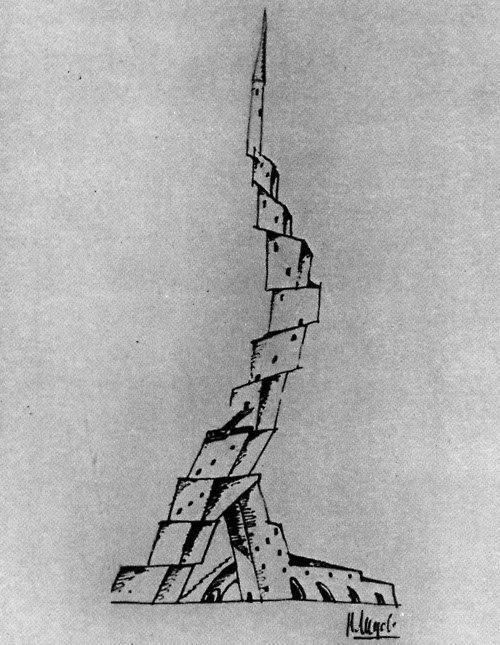
Maisons collectives, 1921

Ladovski fut diplômé de l'École lors de la chute de l'économie qui a suivi la Révolution russe de 1917. Pour survivre, Joltovski et ses élèves diplômés acceptèrent l'invitation qui leur était faite par les bolcheviks de diriger le département architectural du Mossovet, dont l'activité se cantonnait surtout dans la réparation des routes et les décors en vue de propagande. Sa formation se poursuivit sur le terrain pendant encore un an et demi. Cependant, au début de 1919, les jeunes architectes commencèrent à approuver le besoin de se démarquer du style historiciste de Joltovski, pour aller vers une architecture plus avant-gardiste. Entre mai et novembre 1919, ce groupe (Ladovski, Vladimir Krinski, Alexandre Roukhliadev et d'autres), rejoint par des artistes comme Alexandre Rodtchenko, reçut l'aval de l'État et fut incorporé au Jivskoulptarkh (en russe : Живскульптарх, Commission pour la peinture, sculpture et architecture). Des disputes intestines au sein de la Commission et ses expositions publiques formèrent la conception de Ladovski concernant l'Art, l'architecture et la forme : 

« La sculpture est un art modelant la forme. L'architecture est un art modelant l'espace. L'espace est concerné par toutes les formes d'art, mais seule l'architecture est capable de nous faire lire la structure de l'espace avec justesse. Le matériau des architectes, c'est l'espace, pas la pierre. Les formes sculpturales en architecture sont subordonnées à l'espace. Les arts graphiques sont subordonnés aux deux, espace et formes sculptées. »

Au même moment Ladovski prenait clairement ses distances du courant nihiliste au sein du Constructivisme qui réduisait l'architecture à de la simple ingénierie : 

« L'ingénierie des structures appartient à l'architecture tant que la structure a un impact sur la définition de l'espace. Les ingénieurs sont là pour parvenir à un maximum d'effort avec un minimum de moyen. Leur approche n'a rien d'artistique ; si jamais il arrive qu'elle plaise à l'architecte, ce serait juste par accident. ... La façade extérieure ne doit pas être seulement le reflet de ce qui se passe à l'intérieur, mais elle doit avoir sa propre valeur intrinsèque. »

En 1920 les communiqués publics et une série de Jivskoulptarkh montre un Ladovski jusqu'alors inconnu soudainement dirigeant une nouvelle école clairement opposée au néoclassicisme de Joltovski et à l'architecture constructiviste émergente. En décembre 1920 Ladovski devint un orateur à l'Institut de la culture artistique (Inkhouk) ; là, lors d'une convention-marathon entre architectes de cinq mois il forgera sa doctrine rationaliste, une perception de l'espace et de la forme mettant l'accent sur l'humain et plaçant l'art de l'architecture au-dessus de la simple ingénierie.

### années 1920-1930: l'école Vkhoutemas

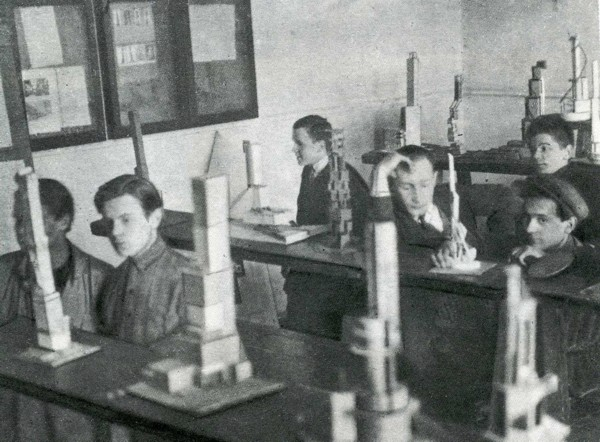
Des étudiants de l'OBMAS devant leur maquettes en trois dimensions

En 1920 les étudiants de Vkhoutemas se révoltèrent à leur tour contre Joltovski. À la tête de deux autres départements, Alekseï Chtchoussev et Ivan Rylski, ainsi que Léonid Vesnine et Fiodor Chekhtel alors professeurs à la MVTU furent sous le coup des critiques. Ladovski présenta triomphalement son programme d'enseignement à la Vkhoutemas et rejoignit la faculté. Initialement il était subordonné au département de l'architecture et aux grilles de cours imposées par Joltovski.
Ladovki et ses associés, Vladimir Krinski et Nikolaï Dokoutchaïev, reçurent les pleins pouvoirs pour établir leur propre programme de formation pour l'année scolaire 1921-1922. Leur nouveau département, portant le nom de studio OBMAS (en russe : ОБМАС, Объединённые мастерские) réunissait de fait les étudiants des professeurs de la vieille école devenus alors impopulaires.
Pour rompre avec les limites de l'enseignement classique de l'architecture, Ladovski mit en place un cours complètement nouveau pour développer la perception spatiale - préalable au contact des étudiants à la culture architecturale. Des éléments-clés de ce programme persistèrent jusqu'à la fin du XXe siècle.
|                           | Enseignement classique | Enseignement de Ladovski |
| ------------------------- | --- | --- |
| Rôle de l'enseignement    | Les étudiants apprennent la logique de l'architecture à travers l'étude des ordres classiques considérés comme le système le plus complet et équilibré. Ils produisent des copies et des variations des arts classiques comme seul entraînement. | Les anciens systèmes sont discrédités, la formation elle-même doit forger le nouveau système. Des étudiants par eux-mêmes génèrent des éléments des nouveaux arts émergents : leurs travaux d'étudiant peuvent être utilisés dans le monde réel de la construction.                   |
| Sélection des étudiants   | Les étudiants sont sélectionnés sur leurs travaux graphiques, c'est-à-dire en deux dimensions, sans forcément de rapport avec l'architecture. | Les étudiants sont sélectionnés sur leurs capacités visuelles à la coordination spatiale. En 1927 Ladovski établira sa chambre noire - un laboratoire servant à tester la perception spatiale (des angles, des volumes, des linéarités, etc.) utilisant des outils de son propre cru. |
| Phasage de l'enseignement | Les étudiants étudient d'abord les éléments basiques des ordres classiques ; en second lieu ils s'entraînent à la composition - basée sur ces éléments. Finalement, tout travail neuf est contraint par le vieux système.                        | Les étudiants développent en premier lieu leur pensée et leur imagination, affranchis de tout style préconçu et imposé. Leur perception et leur contrôle de l'espace et des formes se développent avant même qu'ils étudient un quelconque style.                                     |
| Outils de représentation  | Des panneaux élaborés : représentation bi-dimensionnelle. | Des maquettes : représentation tri-dimensionnelle. |

Parmi les diplômés notables de l'OBMAS, et qui se conformèrent avec succès à l'architecture stalinienne, on compte Gueorgui Kroutikov (auteur de l'utopique ville volante), Ivan Volodko (auteur de la reconstruction de Minsk après-guerre), Evgueni Yocheles (auteur du bâtiment Glavsevmorpout à Moscou en 1937 et de quartiers en préfabriqué à Vladivostok et à Togliatti), le paysagiste Mikhaïl Korjev (auteur du campus de Université d'État de Moscou et du jardin public Izmailovo). Gevorg Kochar, un talentueux diplômé de l'école de Ladovski, fut arrêté en 1937 à Erevan (avec Mikhaïl Mazmayan, un autre diplômé de Vkhoutemas) et condamné à 15 ans de réclusion pour des raisons politiques, et échoua à Norilsk comme architecte de charachki. Acquitté après 17 années de prison et d'exil, Kochar parvint à travailler comme architecte en chef de Krasnoïarsk (étant le superviseur de l'exilé Miron Mershanov) et d'Erevan.
Lors de l'année scolaire 1923-1924 le Vkhoutemas créa un nouveau Département général permettant d'obtenir une initiation de deux ans aux étudiants de tous les départements. Les cours de Ladovski sur l'espace, donnés par ses étudiants en fin de cursus, devinrent une des matières principales du programme. Les propres études et publications de Ladovski à cette époque tentèrent une formulation du modèle et des règles rationnelles et objectives de la perception de l'espace, de la forme et de la couleur (admettant en creux que ces règles existent et qu'elles puissent être formulées de façon sûre). Sa doctrine rationaliste appelait à une mise en œuvre pratique de ces règles de la perception dans l'architecture et l'urbanisme. Il va bientôt s'aliéner la majorité des constructivistes en insistant sur la nécessité de tenir compte de l'orientation des gens dans la ville, un concept méprisé par les constructivistes.

« Le design architectural se forme par l'addition d'éléments qui ne sont ni « techniques » ni « utilitaires » - des éléments qui peuvent être vus comme établissant plus ou moins des motifs architecturaux. Ces motifs doivent être rationnels et doivent servir le besoin le plus important pour les êtres humains - le besoin de s'orienter dans l'espace. »

### 1922-1932: ASNOVA et ARU

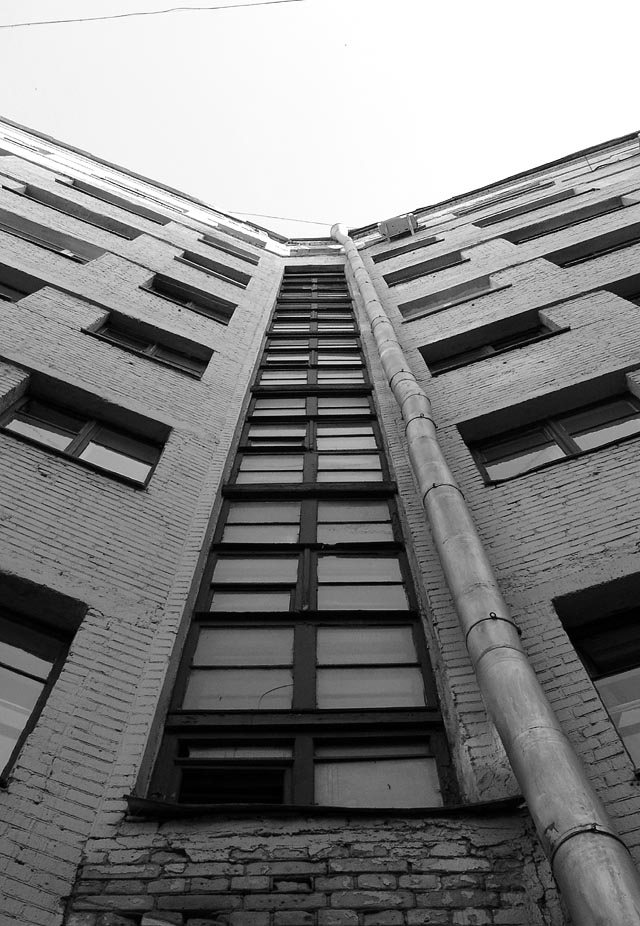
Bloc d'immeubles de Sivtsev Vrajek, consistant en 12 segments connectés selon des angles de 120°

ASNOVA, le syndicat des architectes rationalistes, fut fondé en 1923. En général ses membres venaient de la faculté Vkhoutemas. Son premier succès public fut en 1924 de remporter le concours du stade rouge international sur la colline des Moineaux à Moscou (concepteur en chef : Vladimir Krinski). Lors des deux années suivantes Ladovski dirigea personnellement l'équipe de conception, produisant des plans d'exécution très détaillés. Cependant à l'automne 1927 le projet fut annulé pour cause de fondations géologiques du site non appropriées.
En 1925 Ladovski se joignit à El Lissitzky pour dessiner le nouveau siège d'Ivanovo ; leurs plans se basaient sur une disposition de blocs d'habitation en zigzag à 120° ou en étoile. Cette approche permettait de faire des économies en mettant en commun les cages d'escalier, la ventilation et les tuyauteries. Un bâtiment de 12 segments de ce type, combinant à la fois zigzag et étoile, a été construit dans le quartier Khamovniki de Moscou. L'année suivante, Ladovski et Lissitzky publièrent le premier (et unique) volume d'Izvestia ASNOVA (en russe : Известия АСНОВА), compilant surtout des productions de Ladovki.
Cependant Ladovski perdit la compétition menée avec les constructivistes dès 1922, lors du concours du Palais du travail à Moscou. Ladovski pensait que les membres conservateurs du jury feraient échouer les propositions avant-gardistes et persuada les membres de son groupe de boycotter le concours. En fait celui-ci devint une sorte d'exposition du Constructivisme (les frères Vesnine) et du Romantisme symbolique (Ilya Golossov) ; les constructivistes prirent rapidement les rênes de l'avant-garde tandis que Ladovski se concentrait sur l'enseignement. À la différence du Rationalisme qui requerrait une formation spéciale, le Constructivisme pouvait être maîtrisé par simple imitation des particularités des bâtiments existants. Finalement les nouveaux diplômés (Arkady Mordvinov) et les vieux maîtres (Alekseï Chtchoussev) ont pu se couler facilement dans le mouvement constructiviste, et dès les années 1926-28 sa domination fut absolue.
Ladovski réalisa qu'ASNOVA représentait plus l'école Vkhoutemas qu'une réelle pratique architecturale, et en 1928 il fonda l'ARU (en russe : АРУ, Объединение архитекторов-урбанистов, le Syndicat des Architectes Urbanistes), composé d'étudiants de Vkhoutemas des promotions 1928-1930. Comme le nom le soulignait, le groupe se focalisait sur l'urbanisme pour un développement durable des villes dont la population ne cessait de croître. Ce groupe et Ladovski personnellement produisirent une série de programmes de développement urbain, dont la Parabole. Ce plan essayait de rompre avec le modèle de développement mono-centré concentrique traditionnel. Ladvoski proposait plutôt une extension linéaire de la ville le long d'un seul axe ; des zones concentriques d'habitation et d'industrie se dépliaient en fer à cheval autour de cette direction. Ceci afin, selon Ladovski, de réduire la nécessité de bâtir en hauteur dans le centre et pour des questions de fluidité du trafic. La Parabole, concept publié initialement en 1930, sera ensuite développé dans les années d'après guerre par Constantinos Doxiadis mais rejeté dans le pays qui l'avait vu naître.

### 1932-1941: période stalinienne
La répression de 1932 envers les artistes d'avant-garde qui a précédé à la montée de l'architecture stalinienne ne signifie pourtant pas que Ladovski ou les grandes figures du Constructivisme se retrouvèrent du jour au lendemain sans emploi. Au contraire, Ladovski fut désigné pour diriger les ateliers du cinquième plan du Mossovet, responsable de l'aménagement des quartiers Zamoskvorechye et Yakimanka. En 1933-35, avant l'officialisation du plan directeur de Staline pour la reconstruction de Moscou, mais complètement en accord avec sa politique, Ladovski dessina un plan de restructuration urbaine pour Zamoskvorechye. Il proposait de convertir l'étroite rue Bolshaïa Ordynska en une large avenue, remplaçant tous les bâtiments historiques et le réseau des rues existantes par des rangées uniformes de nouveaux bâtiments hauts semblables à ce que sera plus tard, dans les années 1970, l'architecture soviétique. À cause de son coût et de la guerre, ce projet ne sera jamais appliqué à l'instar de la majeure partie du plan d'urbanisme de 1935.
Le plan de rénovation urbaine de l'île Baltchoug entre la Moskova et le canal Vodootvodni supprimait la rue Sadovnitcheskaïa. À la place, l'île était découpée en cinq larges îlots avec cinq paires de tours le long de la rivière. La partie derrière de jardin du Ring, avec une seule tour élancée et un demi-cercle de bureaux devant le canal, ressemble étrangement à ce qui a été construit au même endroit dans les années 1990-2000 (Swissotel Krasny Holmy et la zone d'affaire adjacente).
Ladovski participa au premier et au troisième concours pour le Palais des Soviets. Sa première proposition (1931) consistait en un dôme hémisphérique posé sur une dalle inclinée et une tour de bureaux indépendante de 35 étages. Son deuxième projet (1933) supprimait la tour. En 1932-1933 Ladovski participa aussi à beaucoup d'autres concours d'architecture de moindre envergure mais sans succès - sauf concernant le métro de Moscou (voir ci-après).
Ses dernières participations publiques furent quelques stations de métro terminées en 1935 et la présentation de ses plans pour le quartier Zamoskvorechye lors de la publication de l'Architecture de Moscou (russe : Архитектура Москвы) en juillet 1935. La vie de Ladovski vers la fin des années 1930 et les circonstances de sa mort restent ignorées du grand public. L'artiste May Mitouritch (1925-2005) dont le père Piotr Mitouritch avait déménagé dans l'atelier de Ladovski en 1941, affirme que Ladovski s'est suicidé.

## Œuvre
On sait de façon sûre que seuls quatre bâtiments furent jamais construits selon le projet de Ladovski lui-même et trois ont peut-être été reconstruits avec son assentiment :
- Le hall souterrain de la station Loubianka (originellement Dzerzhinskaya) du métro moscovite, commandé en 1935. En 1968-72, lors de l'extension de la station, la décoration intérieure de Ladovski fut déposée et refaite selon un tout autre modèle. Une partie du carrelage datant de 1935 est restée à l'extrémité du hall[19].
- L'entrée de surface de la station Krasnye Vorota, 1935. La structure reste pratiquement intacte[20].
- Deux bâtiments résidentiels en cœur d'îlot au 6, rue Tverskaïa, dessinés en 1928 et achevés en 1931. À l'origine ils étaient connectés par un magasin de plain-pied ; à la fin des années 1930, le magasin fut démoli et les bâtiments furent incorporés dans un bâtiment en alignement sur la rue dessiné par Arkadi Mordvinov.

## Sources
- (en) Catherine, (et al) Cooke, Architectural Drawings of the Russian Avant-Garde, New York, Museum of Modern Art, 1990, 143 p. (ISBN 978-0-87070-556-4, LCCN 90061320)
- (ru) (en) Sergey Kavtaradze, « 70 let moskovskomy metro (70 лет московскому метро (70 years of Moscow Metro)) », World Art Muzey, no 14,‎ 2005, p. 47-49 (ISSN 1726-3050)
- (ru) S. O. Khan-Magomedov, Nikolai Ladovsky (Николай Ладовский), Moscou, Архитектура-С, Москва,‎ 2007, 84 p. (ISBN 978-5-9647-0132-3, LCCN 2010522409)
- (ru + en) Miturich, М. P., « M. P. Miturich. Memoirs »,‎ 1992 (consulté le 8 juillet 2008)